# Zella-Mehlis
Zella-Mehlis este un oraș din landul Turingia, Germania.

## Orașe înfrățite
- Andernach, Germania
- Gemünden am Main, Germania
- Saint-Martin-d'Hères, Franța